# 孛朮魯阿魯罕
孛朮魯阿魯罕（?—?），宋人称其为孛朮鲁正。女真族，姓孛朮鲁，亦作不朮鲁。金朝大臣，金世宗时参知政事。隆州（治今吉林省农安县）琶离葛山人。
阿魯罕八岁时，选习契丹文，再选习女真文。成年后，为黄龙府路（治今吉林省农安县）万户令史。完颜亮贞元二年（1154年），试外路胥吏三百人，为第一，补宗正府令史，擢升为尚书省令史。金世宗大定初年，从都元帅仆散忠义镇压契丹人移剌窝斡时，掌管边关文字，深得信任。乱平后，阿鲁罕招集散亡，使数万人复业。大定二年（1162年），跟随仆散忠义攻打南宋，南宋请和，奉命前往和议。和议定立，由仆散忠义荐举，孛朮魯阿魯罕为大理司直。再因功授尚书省都事、同知顺天军节度事。跟随右丞相纥石烈志宁北巡，摄左右司郎中。还朝，历任刑部员外郎、侍御史、劝农副使兼同修国史、左右司郎中。奏请将河南戍军在城中屯守的改迁十里之外。转任吏部侍郎、山东统军都监、武胜军节度使、吏部尚书。大定二十二年（1182年），担任贺宋正旦使，西南路招讨使，限制猛安谋克，禁绝黑市非法贸易，严明军纪，受兵民爱戴。改任陕西路统军使兼京兆尹，在陕西任内革除弊政，春秋阅兵骑射，加强武备。大定二十八年（1188年），召为参知政事，不久改任北京（今内蒙古自治区宁城县）留守，在任上去世。

## 延伸阅读
[在维基数据编辑]
 《金史·卷91》，出自脱脱《遼史》